# Neue Vahr Süd (téléfilm)
Pour plus de détails, voir Fiche technique et Distribution.
Neue Vahr Süd est un téléfilm allemand réalisé par Hermine Huntgeburth diffusé en 2010.
Il s'agit de l'adaptation du roman de Sven Regener, paru en 2004. Il précède dans le temps de la narration le roman Herr Lehmann, paru en 2001, adapté au cinéma par Leander Haußmann, sorti en 2003.
Il fait référence à Neue Vahr, un quartier de Brême.

## Synopsis
Frank Lehmann, 20 ans, a fait un apprentissage dans la logistique et vit chez ses parents à Brême, dans le quartier de Neue Vahr Süd. Ses amis l'appellent "Franky" et pensent qu'il est un hippie.
Il est d'autant plus surprenant pour tout le monde qu'il fut enrôlé au sein de la Bundeswehr, dans la caserne de Basse-Saxe en 1980 pour faire son service militaire, car il a oublié de refuser de se signaler comme objecteur de conscience. Dans la caserne, il est élu délégué contre son gré, bien qu'il ne se soit pas démarqué.
Lorsqu'il sort de la caserne pour rejoindre ses parents lors de son premier jour de congé, il se rend compte que la chambre d'enfant est utilisée par son père comme salle de loisirs pour les travaux d'électricité. Bien que ses parents conviennent qu'ils ne veulent pas que leur fils quitte l'appartement, Frank décide de déménager et emménage avec son camarade de classe Martin Klapp, qui partage un appartement avec deux de ses amis de la scène alternative de gauche dans le d'Ostertor juste à côté du cinéma sur l'Ostertorsteinweg. Pendant les week-ends de repos, il fait des fêtes en colocation. Il fait la connaissance de l'étudiante en germanistique Sibille, sur son ami Martin a également un œil. La colocataire de Sibille, Birgit, s'intéresse à Lehmann. Cependant, la première tentative de coucher avec Birgit échoue en raison d'une consommation excessive d'alcool. Quelque temps plus tard, elle l'emmène dans sa chambre de la colocation, où l'ami de Birgit, Horst, l'attend au lit. Il voit Birgit et Lehmann, qui se sont déjà largement déshabillés, après quoi une bagarre survient entre lui et Lehmann. La colocataire de Birgit, Sibille, sort dans le couloir à cause du bruit et apprend ainsi la relation.
Après que le pionnier Reinboth ne soit pas revenu dans la caserne après un week-end libre, il est amené par les Feldjäger. Cependant, avant que le commandant de la compagnie puisse prononcer une sanction disciplinaire, il a besoin d'une déclaration du délégué. Lehmann parle à son camarade Reinboth, qui n'est pas prêt à faire une déclaration, afin que Lehmann ne puisse que rédiger des présomptions sur son état mental. Alors que l'enquête se poursuit, Reinboth tente de se suicider avec des somnifères. Cependant, il est soigné et survit.
Après ces expériences et une conversation avec Sibille, dans laquelle elle avise Lehmann de la possibilité d'une demande ultérieure d'objection de conscience, il décide de faire une telle demande. Après une audition devant un comité de trois membres, Lehmann est renvoyé dans son peloton, car sa demande n'est pas acceptée (entre autres à cause de son œil au beurre noir quand il s'est battu avec Horst). Lehmann décide d'exercer son droit de refuser de s'engager. Cependant, le commandant de la compagnie veut ennuyer Lehmann et le nomme donc porteur du flambeau. Lehmann et Sibille se rapprochent et passent une nuit ensemble. Le week-end suivant, Sibille informe Lehmann, qui est amoureux d'elle, qu'elle a retrouvé son ancien petit ami. Martin le jette alors hors de l'appartement, car il est furieusement jaloux. Lehmann héberge alors son copain rockeur Harry dans l'appartement pour se venger de Martin.
Le 5 novembre 1980, il part avec son peloton pour une cérémonie de serment solennel au Weserstadion. Avant même que les recrues n'atteignent le stade, il y a des émeutes avec des manifestants qui blessent le sergent Tietz en lui jetant un pavé sur le front. Pendant qu'un médecin prend soin du sergent blessé, Lehmann vole un paquet de comprimés dans la valise du médecin. Inspiré par la tentative de suicide de son camarade Reinboth, il avale quatre pilules dans les marches du stade pour simuler une tentative de suicide et être ainsi libéré prématurément de la Bundeswehr. Le chef semble voir à travers la tromperie de Lehmann, mais accepte la demande du médecin militaire de libérer Lehmann de son service militaire prématurément.
Lehmann quitte la base et part dans sa voiture pour Berlin, où vit son frère.

## Fiche technique
- Titre : Neue Vahr Süd
- Réalisation : Hermine Huntgeburth assisté de Hellmut Fulss
- Scénario : Christian Zübert
- Musique : Jakob Ilja (de)
- Direction artistique : Bettina Schmidt
- Costumes : Sabine Böbbis
- Photographie : Sebastian Edschmid
- Son : Wolfgang Wirtz
- Montage : Eva Schnare (de)
- Production : Annett Neukirchen, Lisa Blumenberg
- Sociétés de production : Studio Hamburg Produktion Hannover
- Société de distribution : ARD
- Pays d'origine :  Allemagne
- Langue : allemand
- Format : Couleur - 16/9 HDCAM - Dolby Digital
- Genre : Comédie
- Durée : 90 minutes
- Dates de première diffusion :
  -  Allemagne : 1er décembre 2010 sur ARD.

## Distribution
- Frederick Lau : Frank „Franky“ Lehmann
- Eike Weinreich : Martin Klapp
- Miriam Stein : Sibille
- Rosalie Thomass : Birgit
- Johannes Klaußner (de) : Ralf Müller
- Robert Gwisdek : Achim
- Albrecht Schuch : Harald „Harry“ Klein
- Daniel Michel (de) : Wolli
- Jan-Peter Kampwirth (de) : Unteroffizier Pilz
- Hans-Martin Stier : Hauptfeldwebel Tappert
- Hajo Tuschy (de) : Soldat Müller
- Johannes Kienast (de) : Rekrut Leppert
- Simon Finkas : Rekrut Baumann
- Christoph Ortmann : Rekrut Schmidt
- Raphael Traub : L'aumônier militaire
- Steffen Will (de) : Horst
- Patrick Joswig (de) : Heiner
- Ulrich Bähnk (de) : Le père de Frank
- Margarita Broich : La mère de Frank
- Jochen Kolenda (de) : Coordinateur de l'audition de l'objection de conscience au service militaire
- Jürg Löw (de) : Président de l'audience sur l'objection de conscience
- Josef Mattes : Rekrut Reinboth
- Ulrich Matthes : Hauptmann et chef de la compagnie
- Hinnerk Schönemann : Feldwebel Tietz
- Marc Engelhard : Fonctionnaire[1]
- Bohdan Artur Świderski (de) : Le serveur yougoslave

## Production
Le tournage commence le 7 avril 2010 et se termine le 17 mai 2010, notamment aux emplacements d'origine au Weserstadion et dans l'Ostertorviertel. Les façades du cinéma de l'Ostertor et plusieurs magasins et plats à emporter sont entièrement reconstruits pour être des années 1980.
Le téléfilm est diffusé en première partie le 1er décembre 2010. Il y a 4,11 millions de téléspectateurs, ce qui correspond à une part de marché de 12,7%.

## Source de la traduction
- (de) Cet article est partiellement ou en totalité issu de l’article de Wikipédia en allemand intitulé « Neue Vahr Süd (Film) » (voir la liste des auteurs).